# Kōki Anzai
Kōki Anzai (jap. 安西 幸輝, Anzai Kōki; * 31. Mai 1995 in der Präfektur Hyōgo) ist ein japanischer Fußballspieler.

## Karriere

### Verein
Anzai erlernte das Fußballspielen in der Jugendmannschaft von Tokyo Verdy, wo er auch am 1. Februar 2014 auch seinen ersten Vertrag unterschrieb. Der Verein spielte in der zweiten japanischen Liga. Für den Verein absolvierte er 150 Spiele. 2018 wechselte er zum Erstligisten Kashima Antlers. Er trug 2017 zum Gewinn der AFC Champions League bei. Zur Saison 2019/20 wechselte Anzai zum portugiesischen Erstligisten Portimonense SC. Es handelte sich dabei um seinen ersten Vertrag in Europa. Für Portimonense absolvierte er 54 Erstligaspiele. Im August 2021 kehrte er nach Japan zurück. Hier schloss er sich seinem ehemaligen Verein Kashima Antlers an.

### Nationalmannschaft
Im Jahr 2019 debütierte Anzai für die japanische Fußballnationalmannschaft. Er hat insgesamt vier Länderspiele für Japan bestritten.

## Erfolge
Kashima Antlers
- AFC-Champions-League-Sieger: 2018